# Örträsket, Västerbotten
Örträsket är en sjö i Norsjö kommun i Västerbotten och ingår i Skellefteälvens huvudavrinningsområde. Sjön är 6,6 meter djup, har en yta på 0,0593 kvadratkilometer och befinner sig 197,1 meter över havet. Sjön avvattnas av vattendraget Örträskbäcken.

## Delavrinningsområde
Örträsket ingår i det delavrinningsområde (721994-167521) som SMHI kallar för Mynnar i Malån. Medelhöjden är 251 meter över havet och ytan är 24,01 kvadratkilometer. Det finns inga avrinningsområden uppströms utan avrinningsområdet är högsta punkten. Örträskbäcken som avvattnar avrinningsområdet har biflödesordning 3, vilket innebär att vattnet flödar genom totalt 3 vattendrag innan det når havet efter 90 kilometer. Avrinningsområdet består mestadels av skog (76 procent) och sankmarker (11 procent). Avrinningsområdet har 0,96 kvadratkilometer vattenytor vilket ger det en sjöprocent på 4 procent.